# ほうおう座SX型変光星
ほうおう座SX型変光星(SX Phoenicis variable)は、変光星の分類の1つである。変光の周期は、0.04-0.08日（0.96-1.92時間）で、スペクトル分類はA2からF5で、変光の振幅は最大でV等級で0.7である。太陽と比べると、金属量は低く、つまり水素とヘリウム以外の元素の割合が小さい。また空間速度は比較的速く、スペクトル分類の割には光度は小さい。これらの性質によって、たて座δ型変光星から区別されている。後者は周期が長く、金属量が高く、光度の振幅も大きい。
ほうおう座SX型変光星は、主に球状星団や銀河ハローの中で見つかる。球状星団の中の既知のほうおう座SX型変光星は、全て青色はぐれ星である。その中には、同じ星団の中の同じ程度の光度の主系列星よりも青く見える（温度が高い）ものもある。よく知られたほうおう座SX型星の例には、みずがめ座CY星とこの型の代表星であるほうおう座SX星がある。